# Тавира
Тави́ра (порт. Tavira; /tɐ'viɾɐ/) — город и морской порт на юге Португалии, центр одноимённого муниципалитета округа Фару. Численность населения — 15 тыс. жителей (город), 27,5 тыс. жителей (муниципалитет). Город и муниципалитет входят в регион Алгарве и субрегион Алгарве. Входит в состав городской агломерации Большое Алгарве.

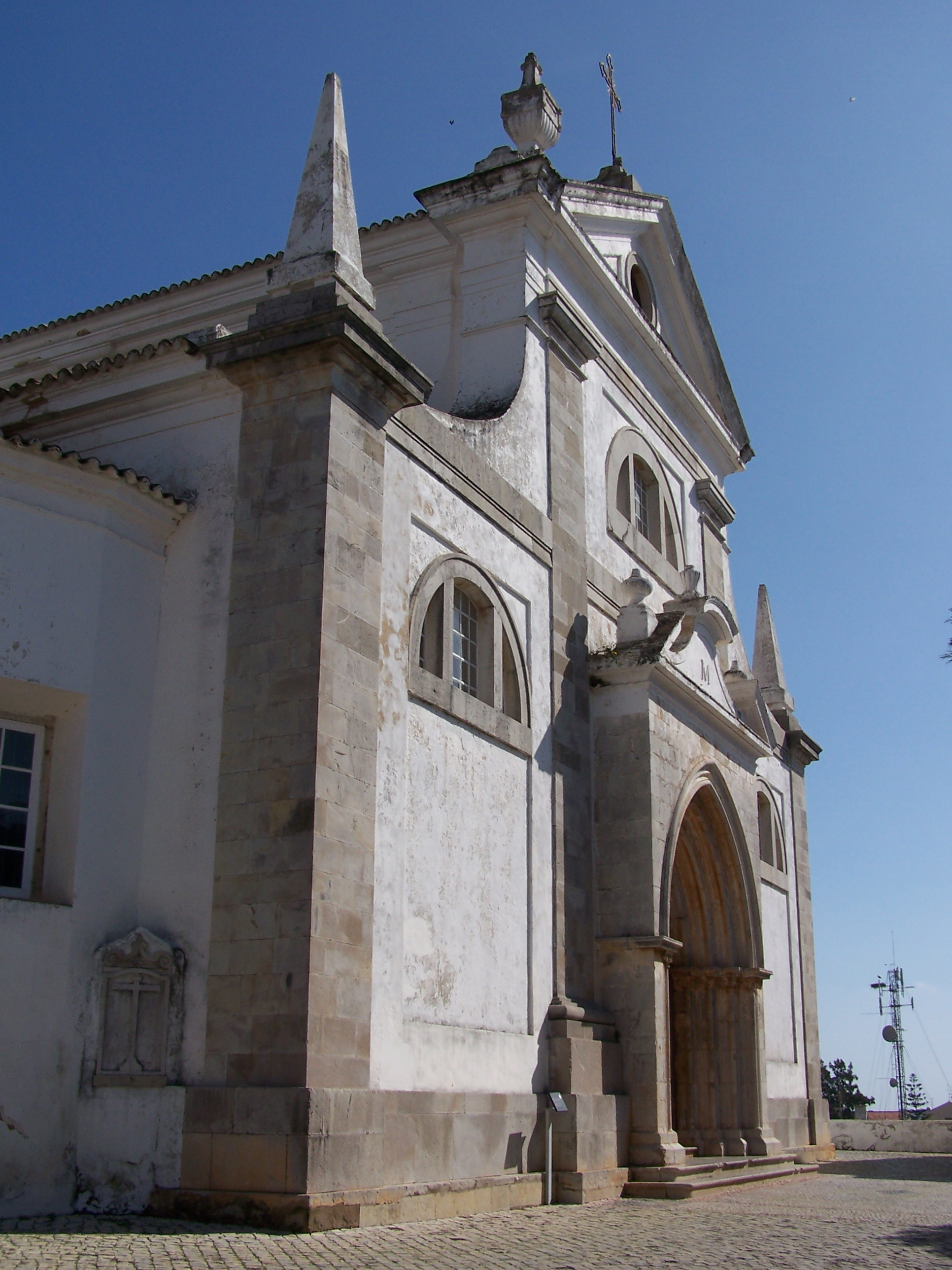
Церковь Санта-Мария

## Расположение
Городок расположен на побережье Кадисского залива в 30 км к востоку от г. Фару и в 27 км от испанской границы. Тавира считается наиболее архитектурно привлекательным городом в Алгарве.
Муниципалитет граничит:
- на северо-востоке — муниципалитет Алкотин
- на востоке — муниципалитет Каштру-Марин и Вила-Реал-де-Санту-Антониу
- на юго-востоке — муниципалитет Вила-Реал-де-Санту-Антониу
- на юге — Атлантический океан
- на юго-западе — муниципалитет Ольян
- на западе — муниципалитет Сан-Браш-де-Алпортел и Лоле

## История
Город основан в 1266 году.

## Достопримечательности
Тавира считается наиболее архитектурно привлекательным городом в Алгарве.

## Районы
| Фрегезии (районы) муниципалитета Тавира | Фрегезии (районы) муниципалитета Тавира | Фрегезии (районы) муниципалитета Тавира | Фрегезии (районы) муниципалитета Тавира | Фрегезии (районы) муниципалитета Тавира | Фрегезии (районы) муниципалитета Тавира | Фрегезии (районы) муниципалитета Тавира |
| --------------------------------------- | --------------------------------------- | --------------------------------------- | --------------------------------------- | --------------------------------------- | --------------------------------------- | --------------------------------------- |
| №                                       | Наименование                            | Оригинальное наименование               | Кол-во жителей чел.(2001)               | Территория км²                          | Плотность чел./км²                      | Почтовый индекс                         |
| 1                                       | Кабанаш-де-Тавира                       | Cabanas de Tavira                       | 1070                                    | 6,31                                    | 169,57                                  | 8800-000 TAVIRA                         |
| 2                                       | Кашопу                                  | Cachopo                                 | 1024                                    | 197,56                                  | 5,18                                    | 8800-000 CACHOPO                        |
| 3                                       | Консейсан/Консейсау                     | Conceição                               | 1446                                    | 61,18                                   | 23,64                                   | 8800-000 CONCEICAO TVR                  |
| 4                                       | Луш-де-Тавира/Луж-де-Тавира             | Luz de Tavira                           | 3778                                    | 31,53                                   | 119,82                                  | 8800-000 LUZ TVR                        |
| 5                                       | Санта-Катарина-да-Фонте-ду-Бишпу        | Santa Catarina da Fonte do Bispo        | 2085                                    | 118,98                                  | 17,52                                   | 8800-000 TAVIRA                         |
| 6                                       | Санта-Лузия                             | Santa Luzia                             | 1729                                    | 4,46                                    | 387,67                                  | 8800-000 SANTA LUZIA TVR                |
| 7                                       | Санта-Мария                             | Santa Maria                             | 6672                                    | 135,09                                  | 49,39                                   | 8800-000 TAVIRA                         |
| 8                                       | Санту-Эштеван                           | Santo Estêvão                           | 1287                                    | 26,36                                   | 48,82                                   | 8800-000 SANTO ESTEVAO TVR              |
| 9                                       | Сантьягу                                | Santiago                                | 5904                                    | 25,7                                    | 229,73                                  | 8800-000 TAVIRA                         |

## Фотогалерея

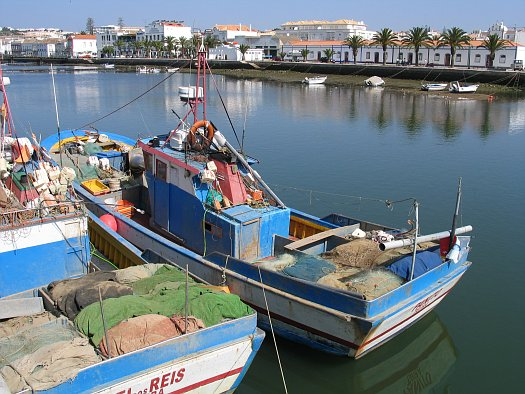
Лодки рыбаков
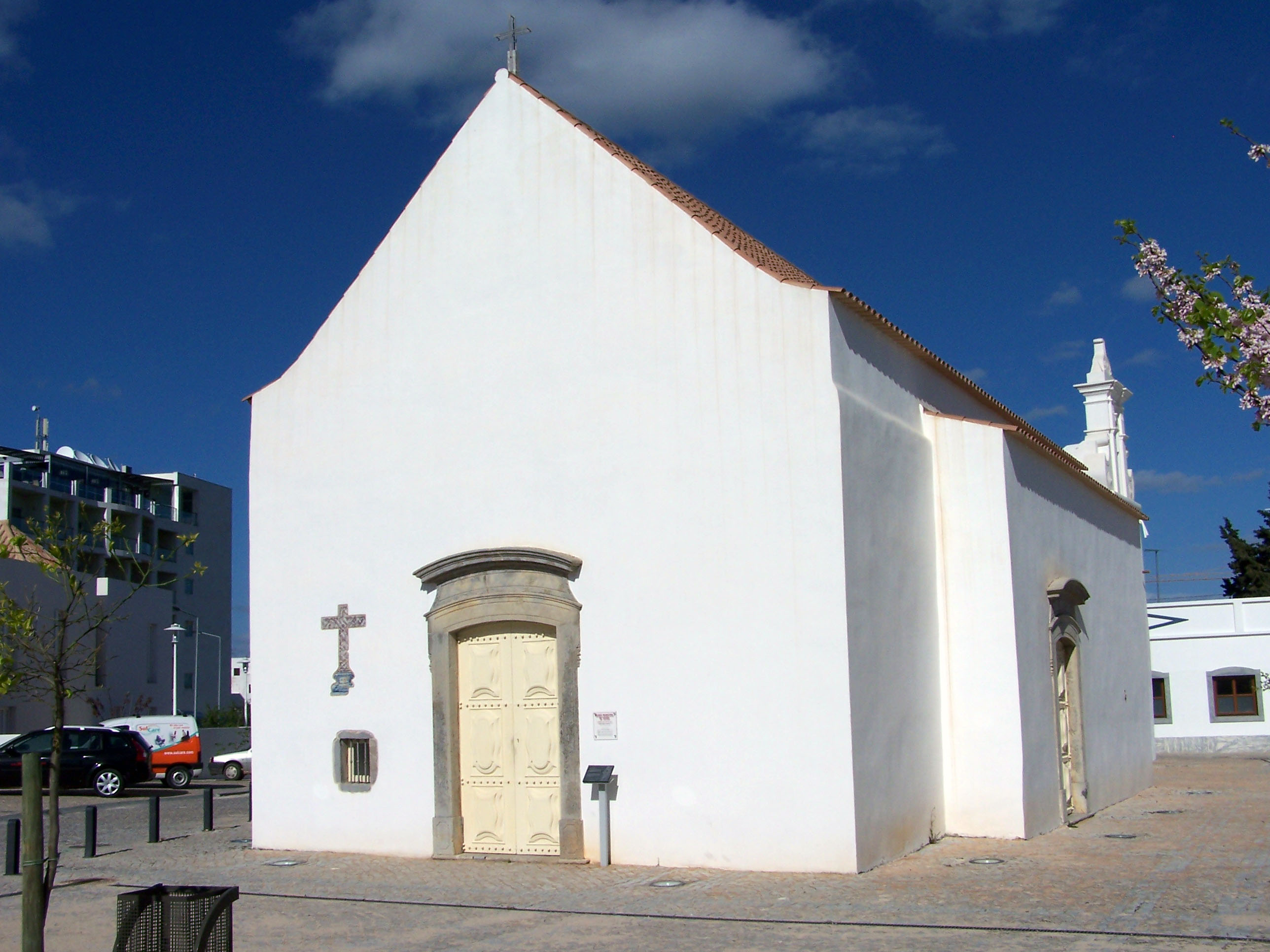
Церковь Санта-Ана
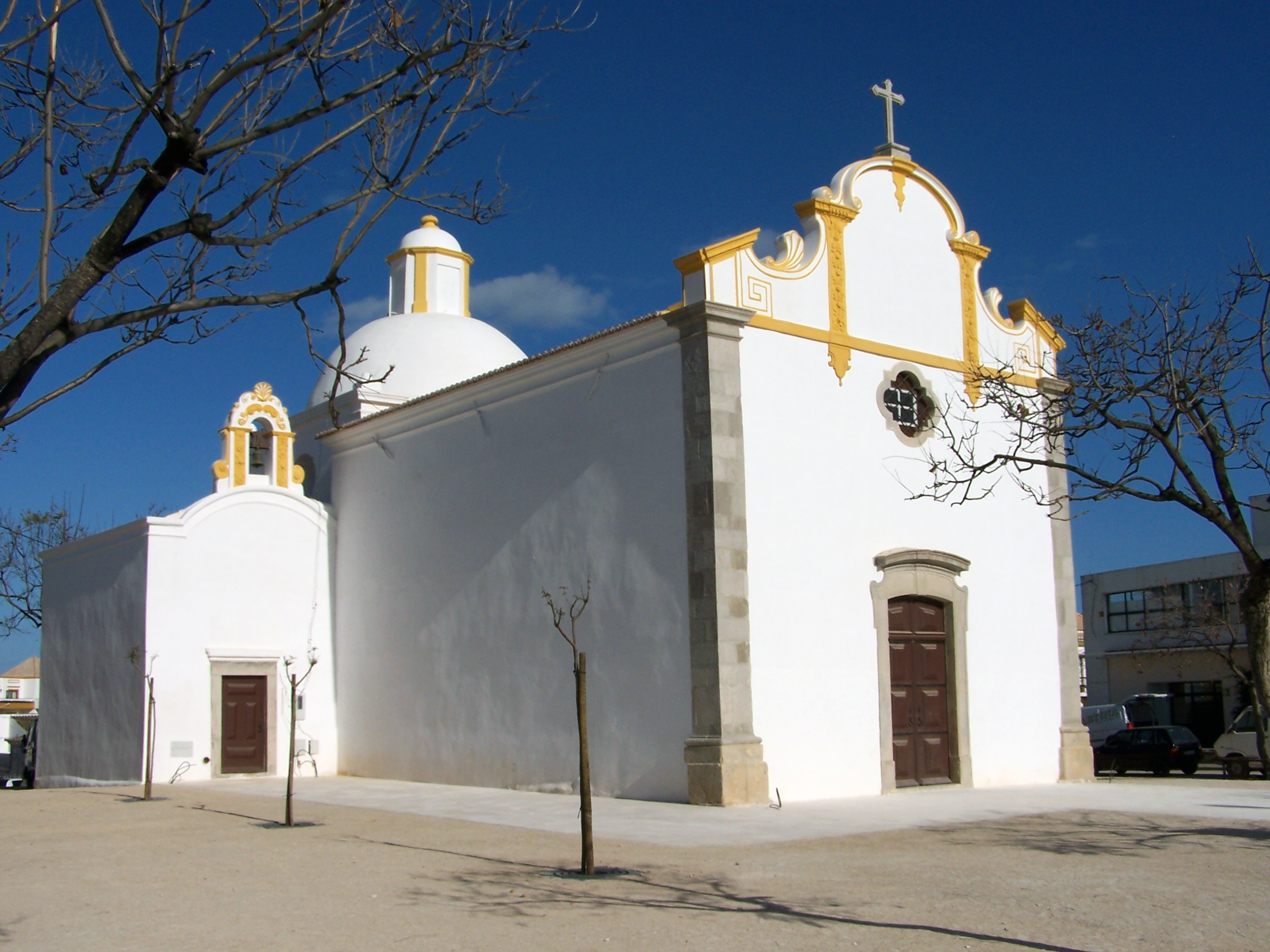
Церковь Сан-Себастьян
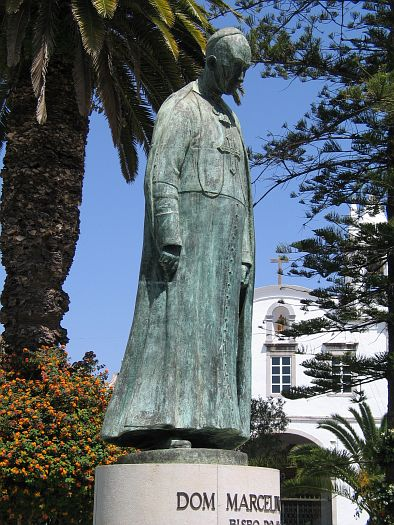
Дон Марселину Франку
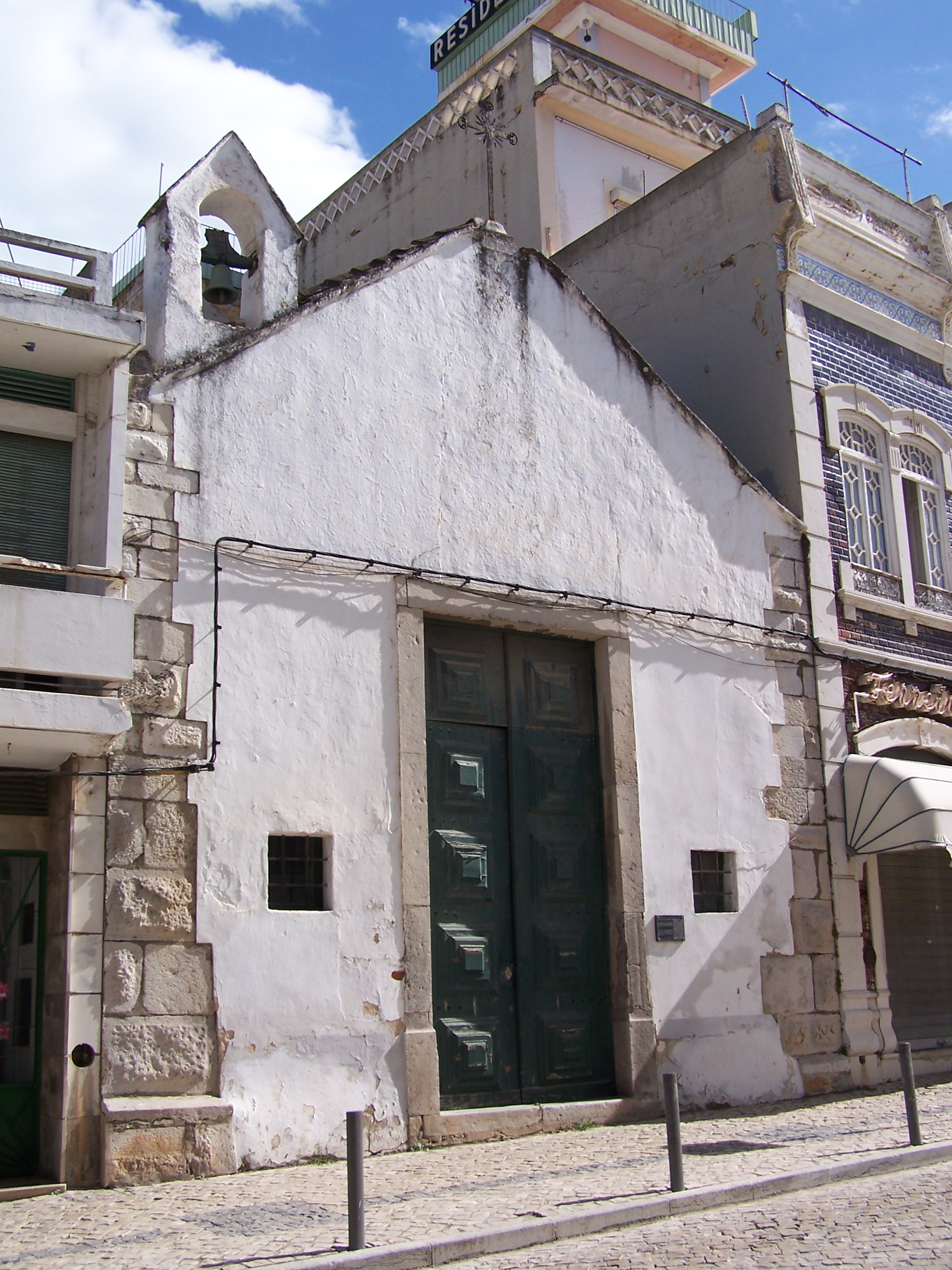
Церковь Носса-Сеньора-да-Консоласан
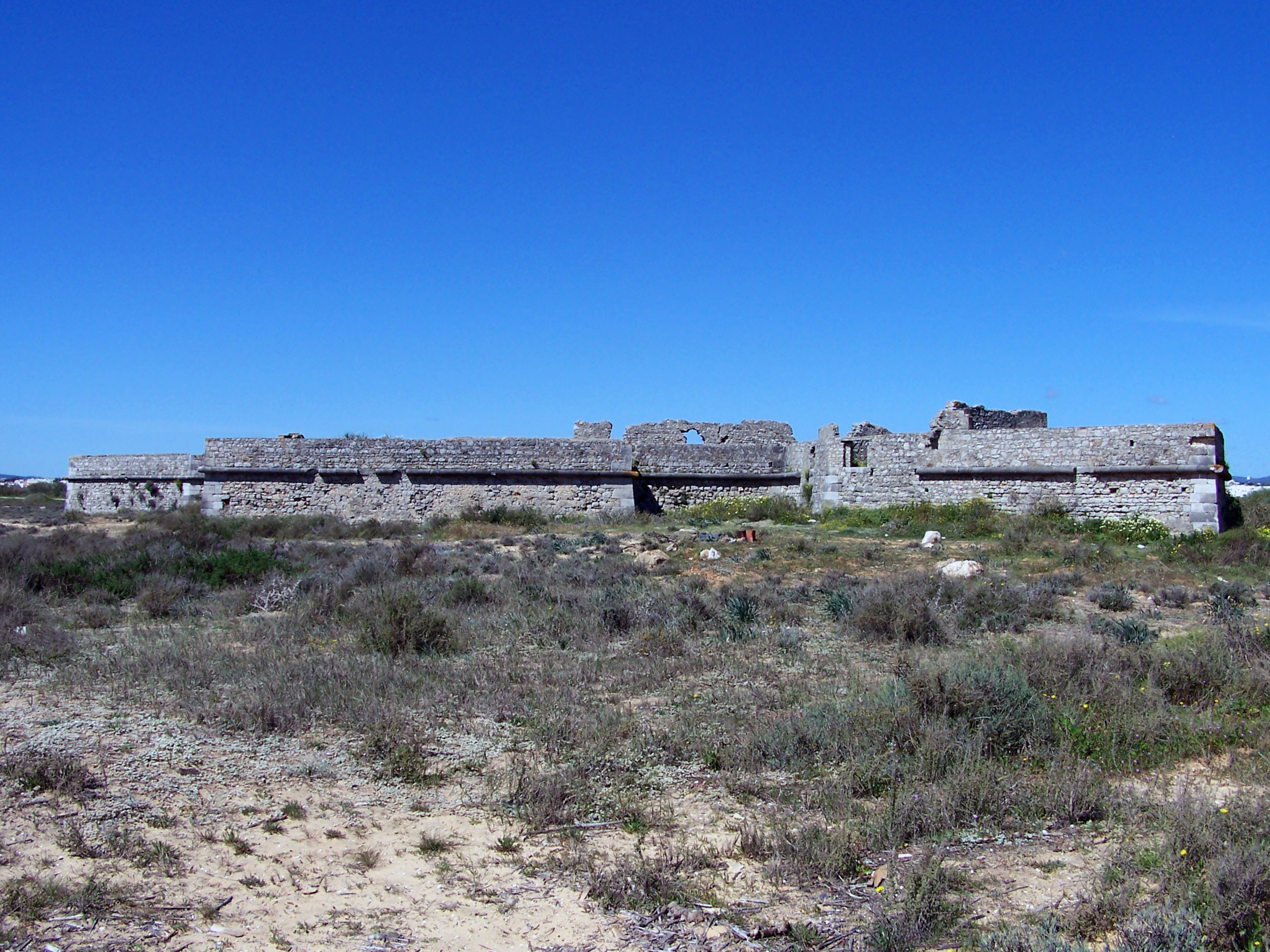
Форт Санту-Антониу
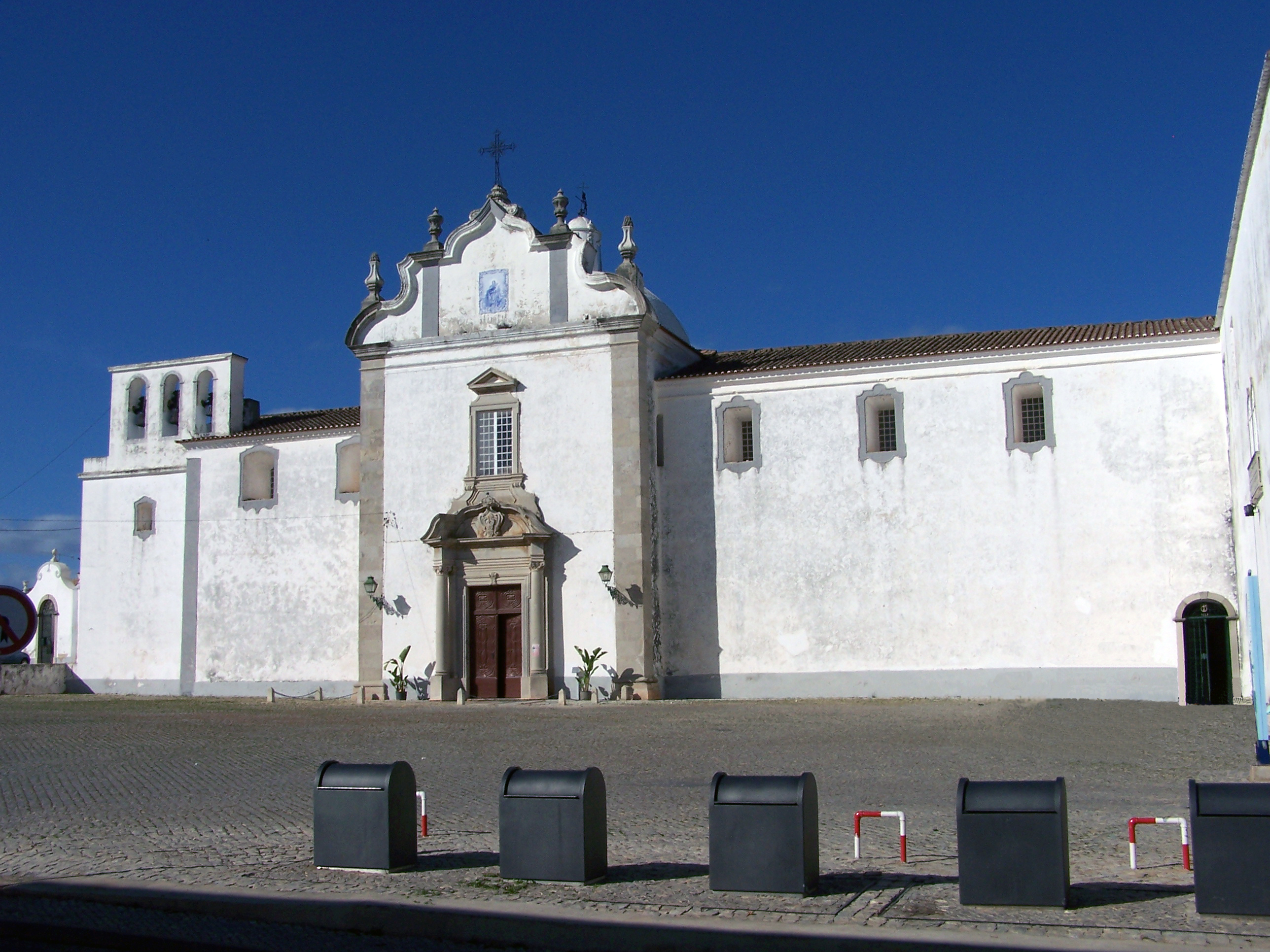
Церковь Носса-Сеньора-Карму
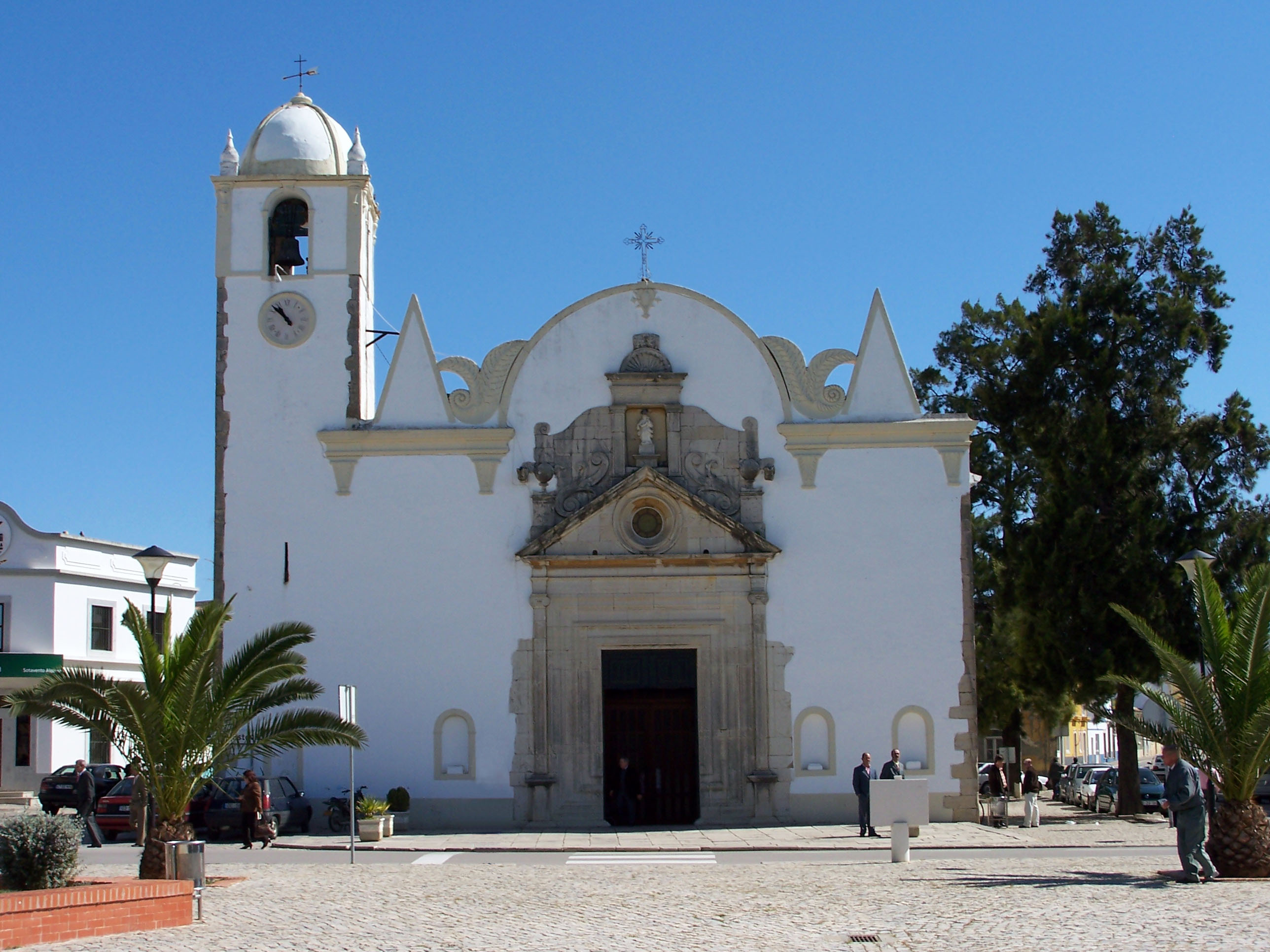
Церковь Луз
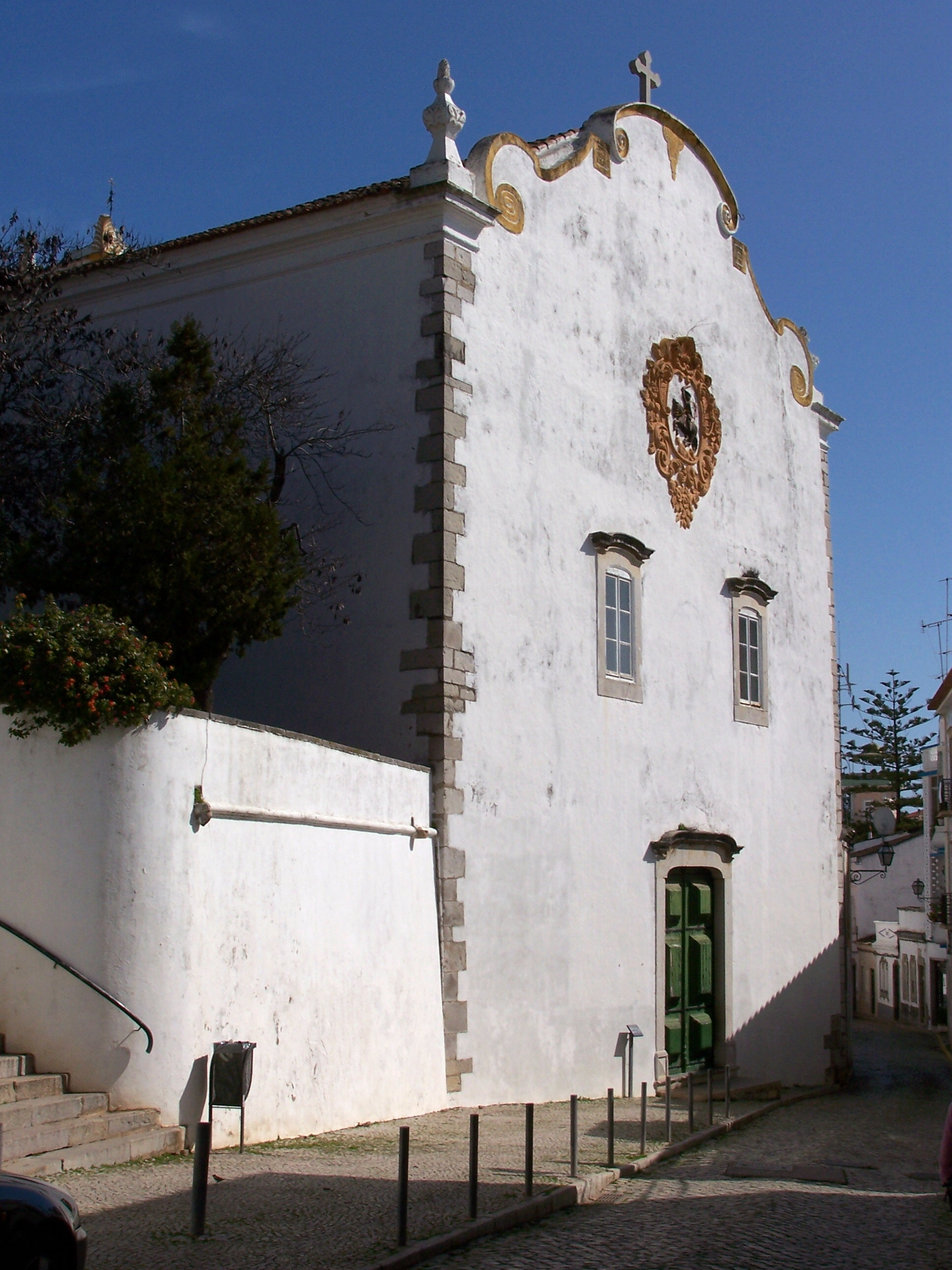
Церковь Сантьягу
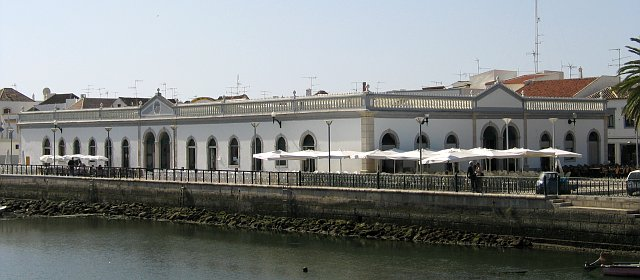
Торговый дом
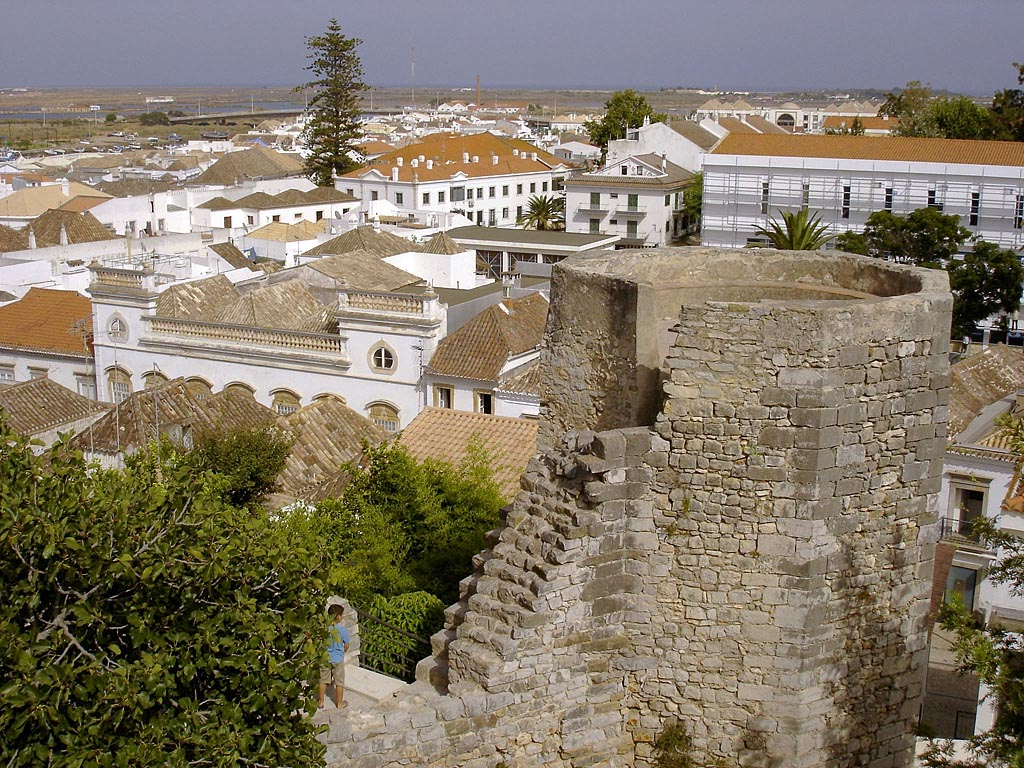
Замок Тавира